# Ah Yeah (EP)
Albums de EXID
Hippity Hop
(2012) Street
(2016)
Singles
1. Up & Down
Sortie : 27 août 2014
2. Ah Yeah
Sortie : 13 avril 2015

Ah Yeah (stylisé AH YEAH) est le second mini-album du girl group sud-coréen EXID, sorti le 13 avril 2015 sous Yedang Entertainment et distribué par Sony Music.

## Promotion
Le 4 mars 2015, un représenta du label d'EXID a déclaré à Star News que le groupe travaille sur une nouvelle chanson, qui devrait sortir dans la deuxième semaine d'avril. Cependant, il n'a pas été décidé s'il s'agirait d'un single ou d'un mini-album,. Le 3 avril, la couverture de l'album et sa tracklist sont dévoilés sur internet, incitant Yedang à laisser un message le lendemain, indiquant qu'ils passeraient à l'action juridique si les fuites nuiraient au succès du comeback du groupe.
Le groupe a tenu un showcase au Noon Square à Myeongdong le 12 avril où elles sont révélés et performés "Ah Yeah" au public pour la première fois,.

## Liste des titres
| 1.    | Ah Yeah (아예; Aye)                          | Shinsadong Tiger, Namking Nang, LE    | Shinsadong Tiger, Namking Nang, LE | 3:19 |
| 2.    | Thrilling (아슬해; Aseulhae)                 | Shinsadong Tiger, Polar Bear, LE      | Shinsadong Tiger, Polar Bear, LE   | 3:32 |
| 3.    | Pat Pat (토닥토닥; Todaktodak)               | LE                                    | Shinsadong Tiger, LE               | 3:51 |
| 4.    | With Out U                                   | LE                                    | LE, S. Kim                         | 3:31 |
| 5.    | 1M                                           | Shinsadong Tiger, Monster Factory, LE | Shinsadong Tiger, Monster Factory  | 3:51 |
| 6.    | Up & Down (위아래; Wiarae)                   | Shinsadong Tiger, Namking Nang, LE    | Shinsadong Tiger, Namking Nang, LE | 3:09 |
| 7.    | Every Night (Version 2) (매일 밤; Maeil Bam) | LE                                    | Shinsadong Tiger, LE               | 4:14 |
| 8.    | Ah Yeah (Instrumental)                       |                                       | Shinsadong Tiger, Namking Nang, LE | 3:19 |
| 28:46 |                                              |                                       |                                    |      |

## Classement
| Classement (2015)                      | Meilleure position | Ventes                                   |
| -------------------------------------- | ------------------ | ---------------------------------------- |
| South Korean Gaon Weekly Albums Chart  | 5                  | - KOR: Plus de 16 600 - JPN: Plus de 500 |
| South Korean Gaon Monthly Albums Chart | 10                 | - KOR: Plus de 16 600 - JPN: Plus de 500 |
| Japanese Oricon Weekly Albums Chart    | 272                | - KOR: Plus de 16 600 - JPN: Plus de 500 |
| US Billboard World Albums Chart        | 12                 | - KOR: Plus de 16 600 - JPN: Plus de 500 |